# Lucio Cornelio Escipión (cónsul 259 a. C.)
Lucio Cornelio Escipión, miembro de la gens Cornelia, fue un militar y estadista de la República romana, hijo del consular Lucio Cornelio Escipión Barbato y hermano del también consular Cneo Cornelio Escipión Asina. Ocupó el cargo de cónsul en el año 259 a. C. junto con Cayo Aquilio Floro, durante la primera guerra púnica, y fue Censor en el año 258 a. C. junto con Cayo Duilio.

## Carrera pública
La primera etapa profesional mencionada en las fuentes por Lucio Cornelio es la edilidad curul, que supuestamente ejerció en el 261 a. C.
En el año 259 a. C. fue cónsul junto a Cayo Aquilio Floro, expulsó a los cartagineses de Córcega, y de Cerdeña, derrotando a  Hannón, el comandante de los cartagineses, asaltando la ciudad de Aleria en Córcega y luego, sin mucha dificultad, estableció el control sobre toda la isla, aunque fue derrotado ante Olbia en Cerdeña teniendo que levantar su asedio, y obtuvo un triunfo en consecuencia. El epitafio de la tumba aparece grabado que tomó Córcega y la ciudad de Aleria.
En los Fastos aparece como censor en 258 a. C., con Cayo Duilio, se sabe que construyó el templo a la Tempestad en Roma en agradecimiento por la ayuda que recibió durante la guerra, y su epitafio le llama cónsul, censor, edil.

## Epitafio
Fragmentos de su sarcófago fueron descubiertos en la Tumba de los Escipiones y están ahora en los Museos Vaticanos. Conservan su epitafio, escrito en latín antiguo:
L·CORNELIO·L·F·SCIPIO
AIDILES·COSOL·CESOR
HONC OINO·PLOIRVME·COSENTIONT R
DVONORO·OPTVMO·FVISE·VIRO
LVCIOM·SCIPIONE·FILIOS·BARBATI
CONSOL·CENSOR·AIDILIS·HIC·FVET·A
НЕС·CE PIT·CORSICA·ALERIAQVE·VRBE
DEDET·TEMPESTATEBVS·AIDE·MERETO
Lo cual ha sido transcripto a caracteres modernos (mayúsculas y minúsculas) como:
Honc oino ploirume cosentiont Romai
duonoro optumo fuise viro
Luciom Scipione. Filios Barbati
consol censor aidilis hic fuet apud vos,
hec cepit Corsica Aleriaque urbe,
dedet Tempestatebus aide meretod votam.
transcripto a Latín clásico como:
Hunc unum plurimi consentiunt Romae
bonorum optimum fuisse virum
Lucium Scipionem. Filius Barbati,
Consul, Censor, Aedilis hic fuit.
Hic cepit Corsicam Aleriamque urbem
dedit tempestatibus aedem merito.
y traducido como:
Los romanos en su mayoría están de acuerdo
que este fue el mejor de los hombres buenos
Lucio Escipión, hijo de Barbato
fue cónsul, censor, edil
tomó Córcega y la ciudad de Aleria
dedicó un templo de mérito a las tempestades